# جان ام گرانسفلد
جان ام گرانسفلد (به انگلیسی: John Mace Grunsfeld) فیزیک‌دان و فضانورد بازنشستهٔ اهل کشور ایالات متحدهٔ آمریکا است که در اکتبر ۱۹۵۸ میلادی در شیکاگو زاده شد. وی در مأموریت‌های اس‌تی‌اس-۶۷، اس‌تی‌اس-۸۱، اس‌تی‌اس-۱۰۳، اس‌تی‌اس-۱۰۹، اس‌تی‌اس-۱۲۵ حضور داشته است.